# Bruz
Bruz (bretonisch Bruz [bʁɥ]) ist eine französische Stadt mit 19.667 Einwohnern (Stand 1. Januar 2022) im Département Ille-et-Vilaine in der Region Bretagne.

## Geografie
Bruz liegt 14 Kilometer südlich von Rennes, der Hauptstadt der Bretagne. Die 29,95 km² große Stadt wird vom Fluss Vilaine durchquert und liegt gegenüber der Mündung des Nebenflusses Meu.
Der Ort hat einen Bahnhof an der Bahnstrecke Rennes–Redon.

## Bevölkerungsentwicklung
| Jahr                       | 1962 | 1968 | 1975 | 1982 | 1990 | 1999   | 2006   | 2017   |
| Einwohner                  | 4213 | 5969 | 7281 | 7856 | 8114 | 13.207 | 14.231 | 18.266 |
| Quellen: Cassini und INSEE |      |      |      |      |      |        |        |        |

## Städtepartnerschaft
- Września, Polen

## Bildung
Die Stadt beherbergt die École normale supérieure de Rennes-Wissenschaftsschule.

## Sehenswürdigkeiten

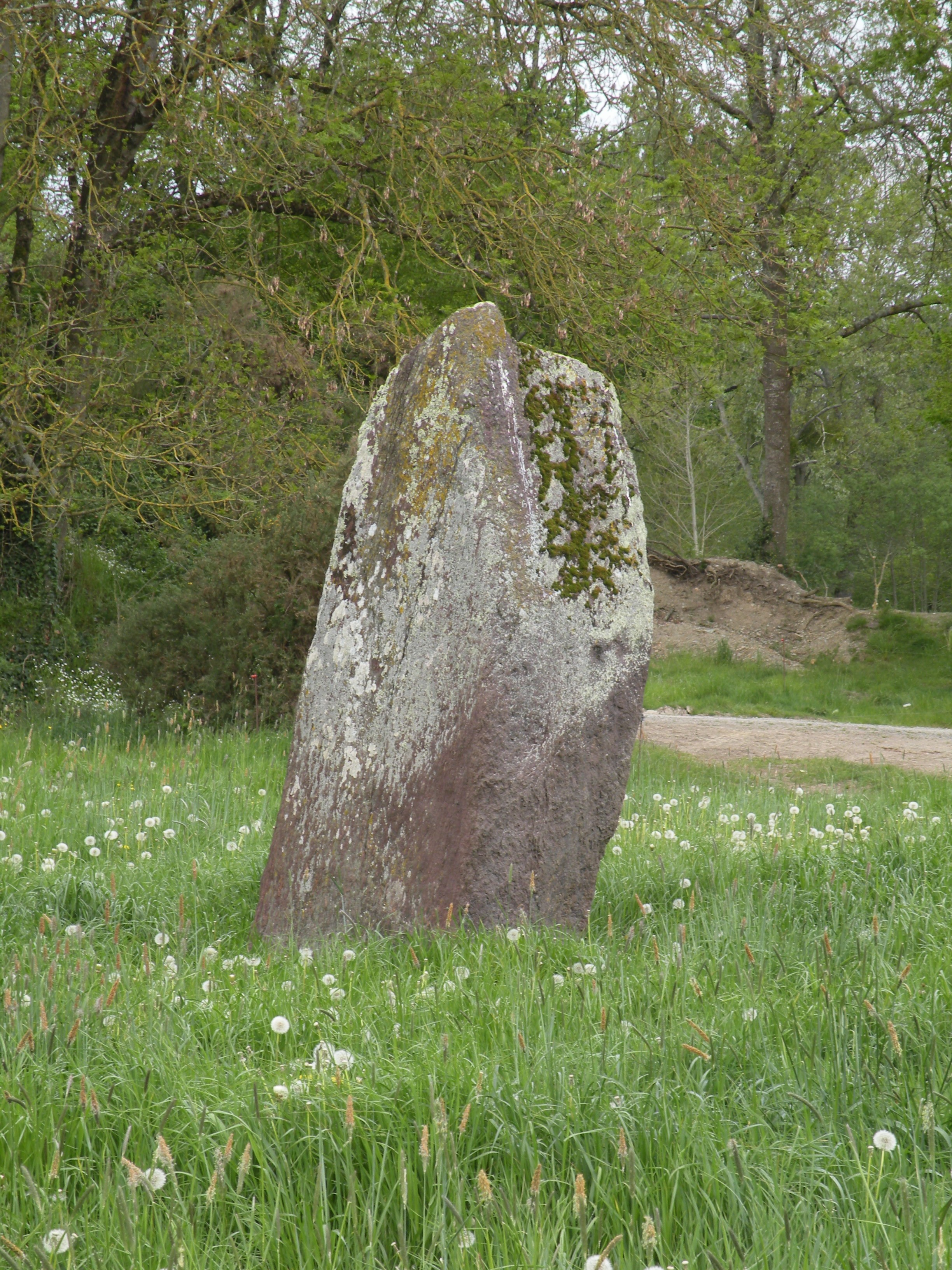
Menhir du Cas Rougé Monument historique

- Kirche Saint-Martin (1950)
- Menhir du Cas Rouge, quaderförmiger Block (2,9 × 1,28 × 0,93 Meter) aus rotem Eisenschiefer
- Mühle südlich von Bruz